# Sawiołowskaja
Sawiołowskaja (ros. Савёловская) – stacja moskiewskiego metra linii Sierpuchowsko-Timiriaziewskiej (kod 136). Przez dwa lata pełniła funkcję stacji końcowej. Wyjścia prowadzą na dworzec Sawiołowski, ulice Butyrskaja, Bolszaja Nowodmitrowskaja i do hipermarketu Sawiołowskij.

## Konstrukcja i wystrój
Jednopoziomowa stacja typu pylonowego z trzema komorami i jednym peronem. Stację obłożono białym i szarym marmurem. Podłogi wyłożono szarym granitem. Ściany nad torami ozdobiono 8 mozaikami przedstawiającymi rozwój systemu kolei w Rosji na początku XX wieku.